# Apinagia dissecta
Apinagia dissecta là một loài thực vật có hoa trong họ Podostemaceae. Loài này được (Montagn.) Engl. mô tả khoa học đầu tiên năm 1930.